# Rogasodes scytaloptericola
Rogasodes scytaloptericola är en stekelart som beskrevs av Donald L.J. Quicke och Shaw 2005. Rogasodes scytaloptericola ingår i släktet Rogasodes och familjen bracksteklar. Inga underarter finns listade i Catalogue of Life.